# سایه (فیلم ۱۹۵۴)
سایه (ایتالیایی: L'ombra) یک فیلم ملودرام محصول ایتالیا به کارگردانی جورجو بیانکی است که در سال ۱۹۵۴ منتشر شد. از بازیگران آن می‌توان به مرتا تورن، جانا ماریا کنله، پائولو استوپا، و اما بارون اشاره کرد.

## بازیگران
- مرتا تورن در نقش آلبرتا
- Pierre Cressoy در نقش جراردو
- جانا ماریا کنله در نقش النا
- فیلیپو شلتسو در نقش دکتر ماگره
- پائولو استوپا در نقش میشل
- اما بارون در نقش لویزا